# Smart Forfour
A Smart Forfour egy miniautó, amelyet a német Smart GmbH készít 2004 óta. Összesen 2 generációja van.

## Generációi

### W454 (2004–2006)

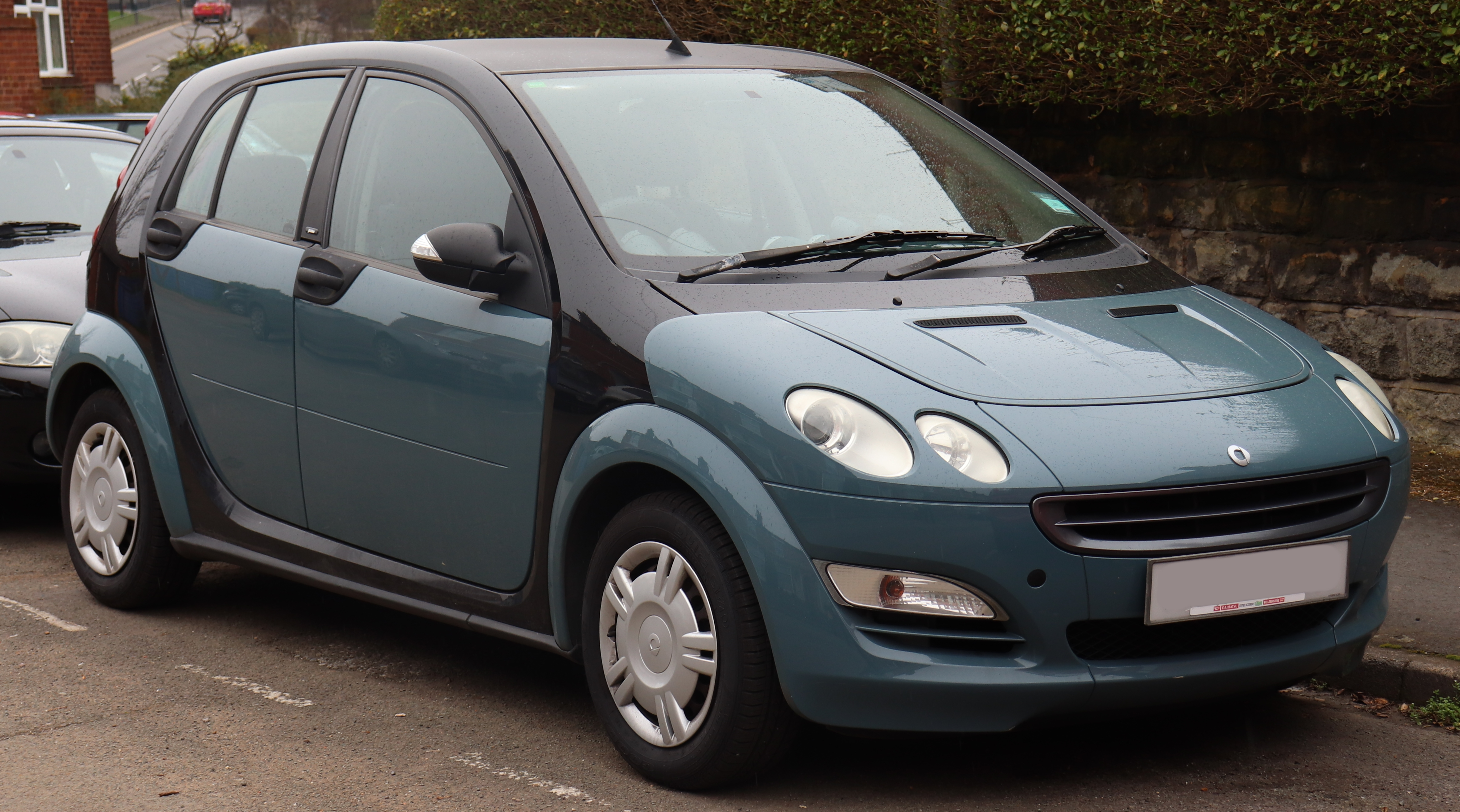
Smart Forfour 2004–2006

A W454 az első generáció. A gyár 2004-től 2006-ig készítette a modelleket.

### W453 (2014-től)

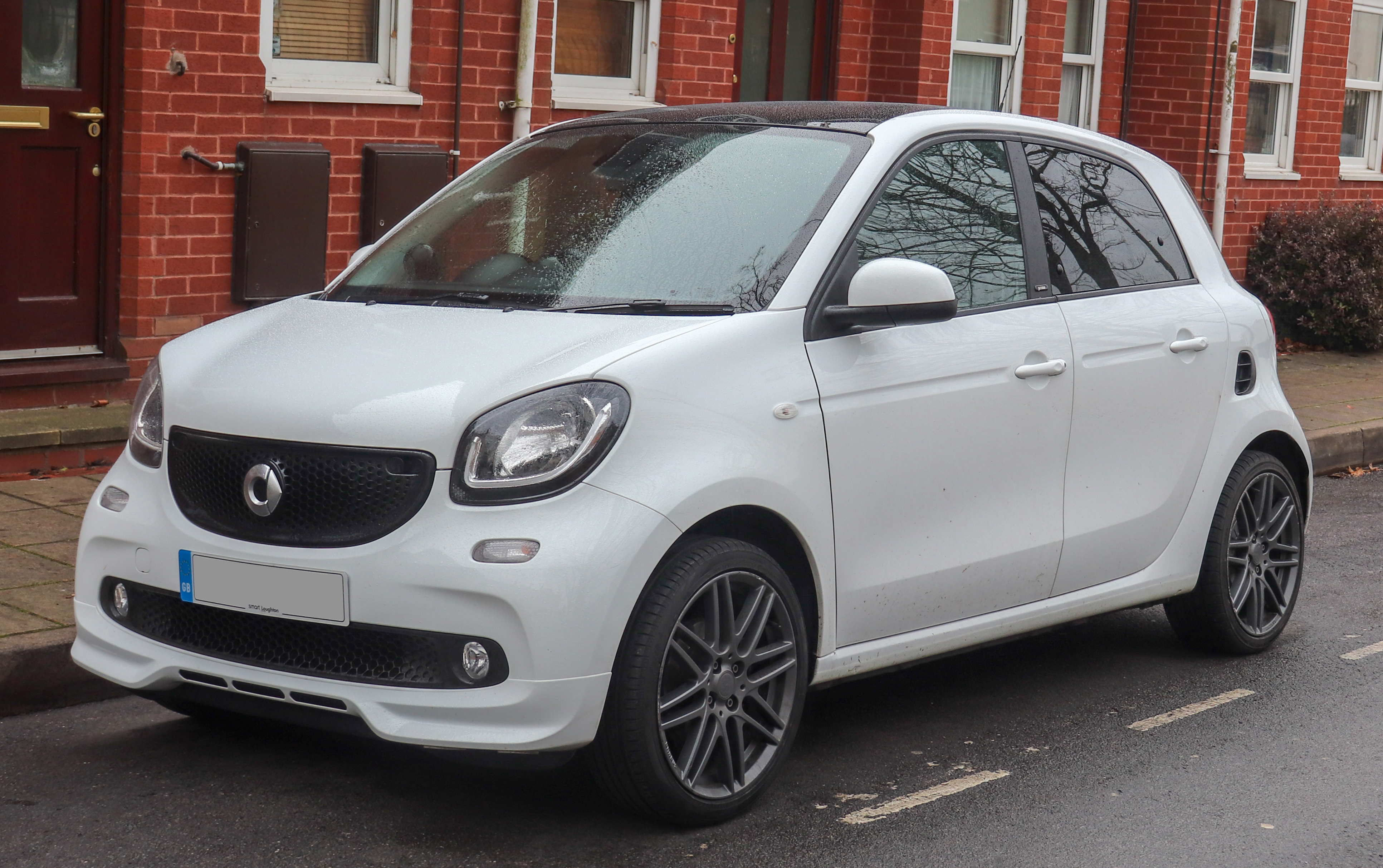
Smart Forfour 2014-től

A W453 a második generáció. A gyár 2014-től készíti a modelleket.

## Fordítás
Ez a szócikk részben vagy egészben  a   Smart Forfour című angol Wikipédia-szócikk fordításán alapul.  Az eredeti cikk szerkesztőit annak laptörténete sorolja fel. Ez a jelzés csupán a megfogalmazás eredetét és a szerzői jogokat jelzi, nem szolgál a cikkben szereplő információk forrásmegjelöléseként.